# Mulino di Villeneuve

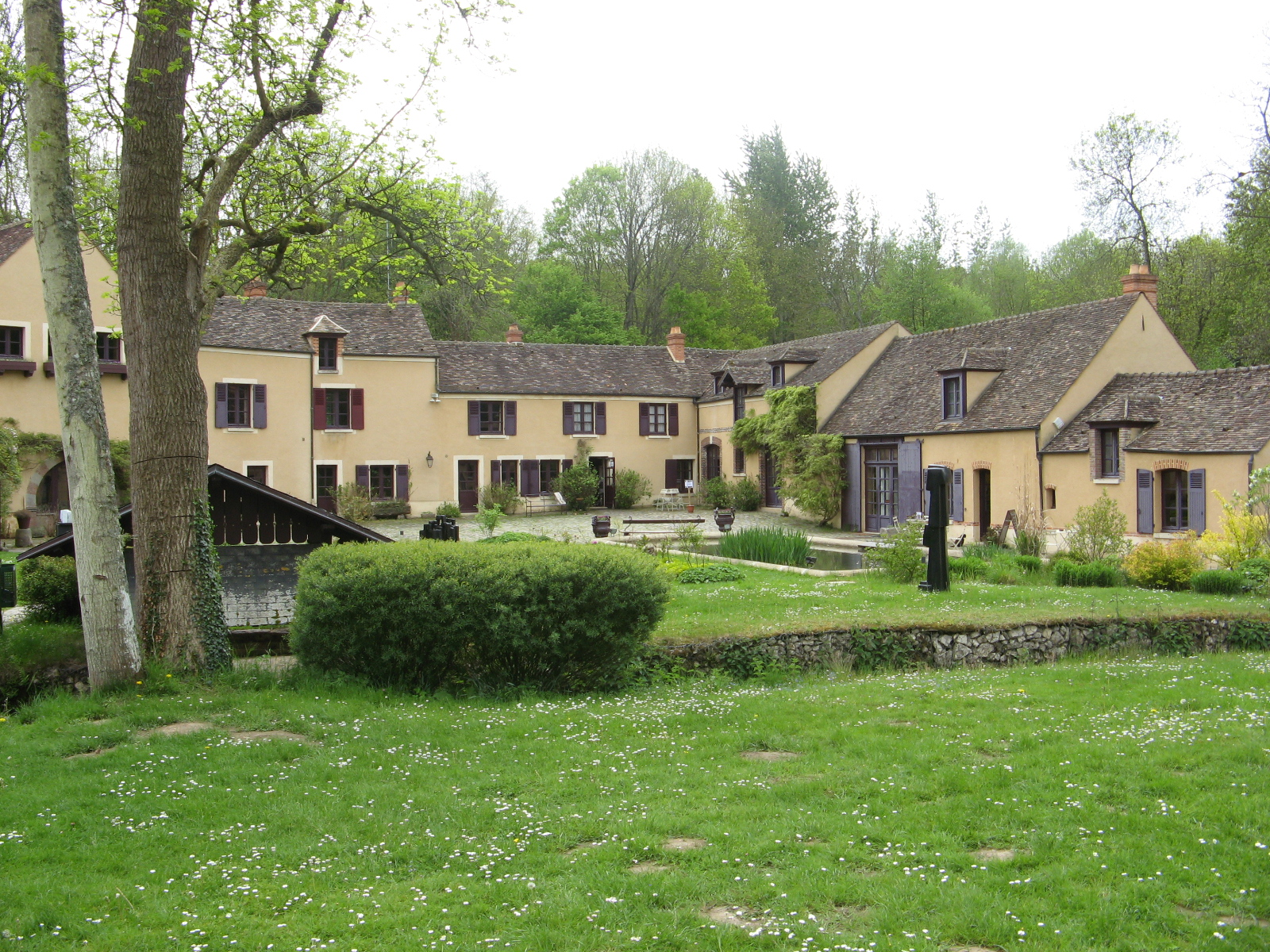
Mulino di Villeneuve a Saint-Arnoult-en-Yvelines

Il Mulino di Villeneuve (in lingua francese Moulin de Villeneuve o anche detto Maison Elsa Triolet – Aragon) è un antico mulino ad acqua del XII secolo situato sulla Rémarde a Saint-Arnoult-en-Yvelines, che è circondato da un parco di sei ettari. 

## Storia e descrizione
Costruito nel XII secolo e rimaneggiato nei secoli XVIII e XIX, cessò nel 1904 il proprio servizio divenendo una residenza di campagna.
Ciò che lo ha reso celebre è stato il fatto di essere divenuto proprietà dei poeti francesi Louis Aragon ed Elsa Triolet.
Aragon l'acquistò per Elsa nel dicembre 1951 e la coppia ci veniva nei week-end e duranyte le vacanze. L'interno è stato decorato da Elsa, con il color blu dominante, e la romanziera vi morì di una malattia cardiaca il 16 giugno 1970. Da quella data Aragon lo frequentò molto poco.
La salma di Elsa vi riposa dal 1970 e quella di Aragon dal 1982. Sulla loro tomba si può leggere questa frase di Elsa Triolet:
(Frase di Elsa Triolet sulla tomba di lei e di Aragon)
Un magnetofono diffonde giorno e notte la Sarabanda di Johann Sebastian Bach e il canto di un usignolo nel giardino.
La proprietà è stata lasciata in eredità allo Stato francese ed è stata aperta al pubblico nel 1994. Si tratta non solo di un museo, ma anche di un luogo di ricerca e di creazione, secondo il volere del poeta.
Qui Aragon scrisse La semaine Sainte ed Elsa Le cheval roux.
La dimora dei due scrittori comunisti ha conosciuto un certo interesse fino alla dissoluzione dell'Unione Sovietica..
Danneggiata dall'inondazione del 31 maggio 2016, la Maison Elsa Triolet – Aragon ha riaperto i battenti dopo trentatré giorni di chiusura.

## Fotografia

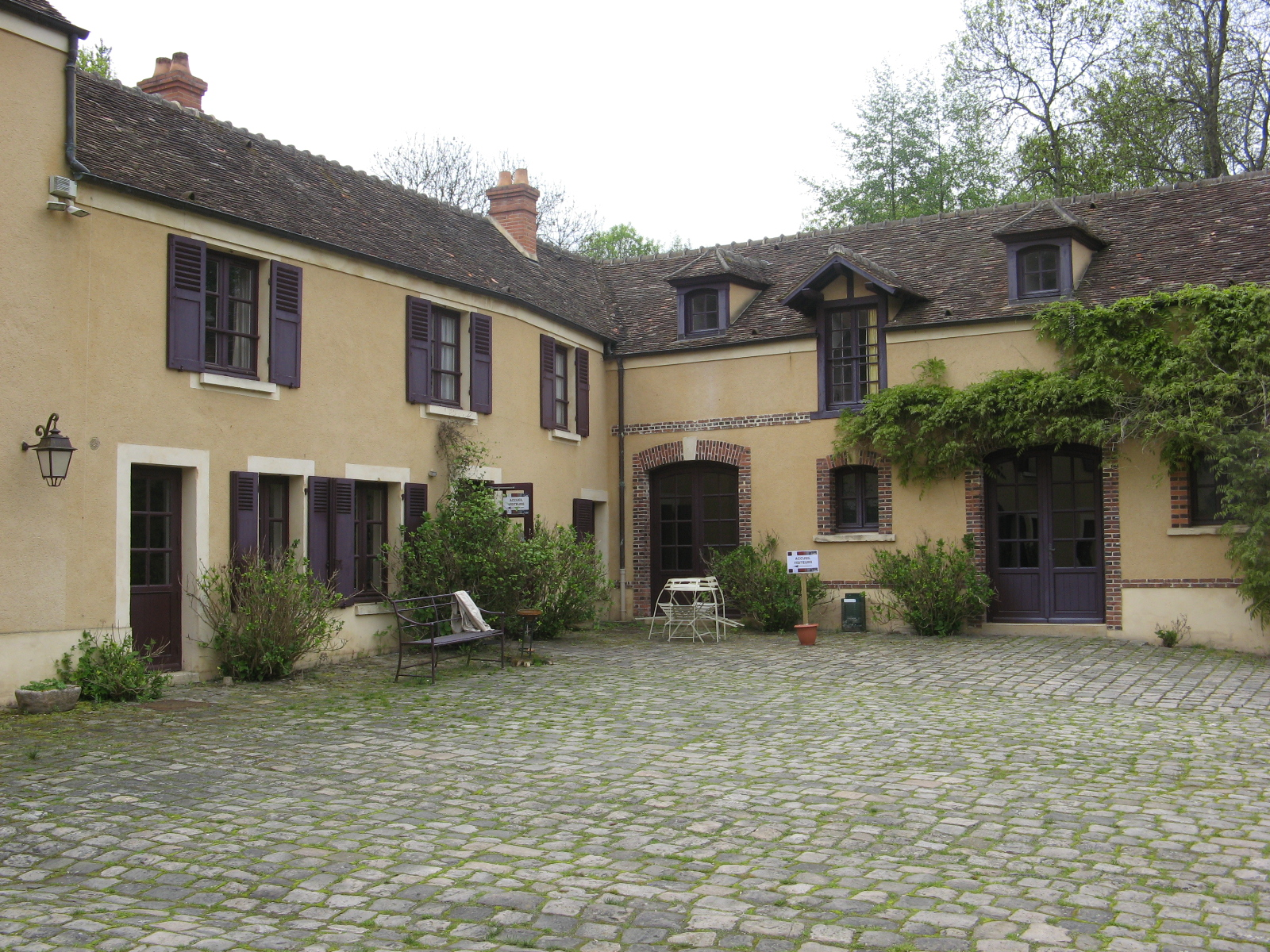
Il Mulino di Villeneuve, dimora di Elsa Triolet e di Louis Aragon.
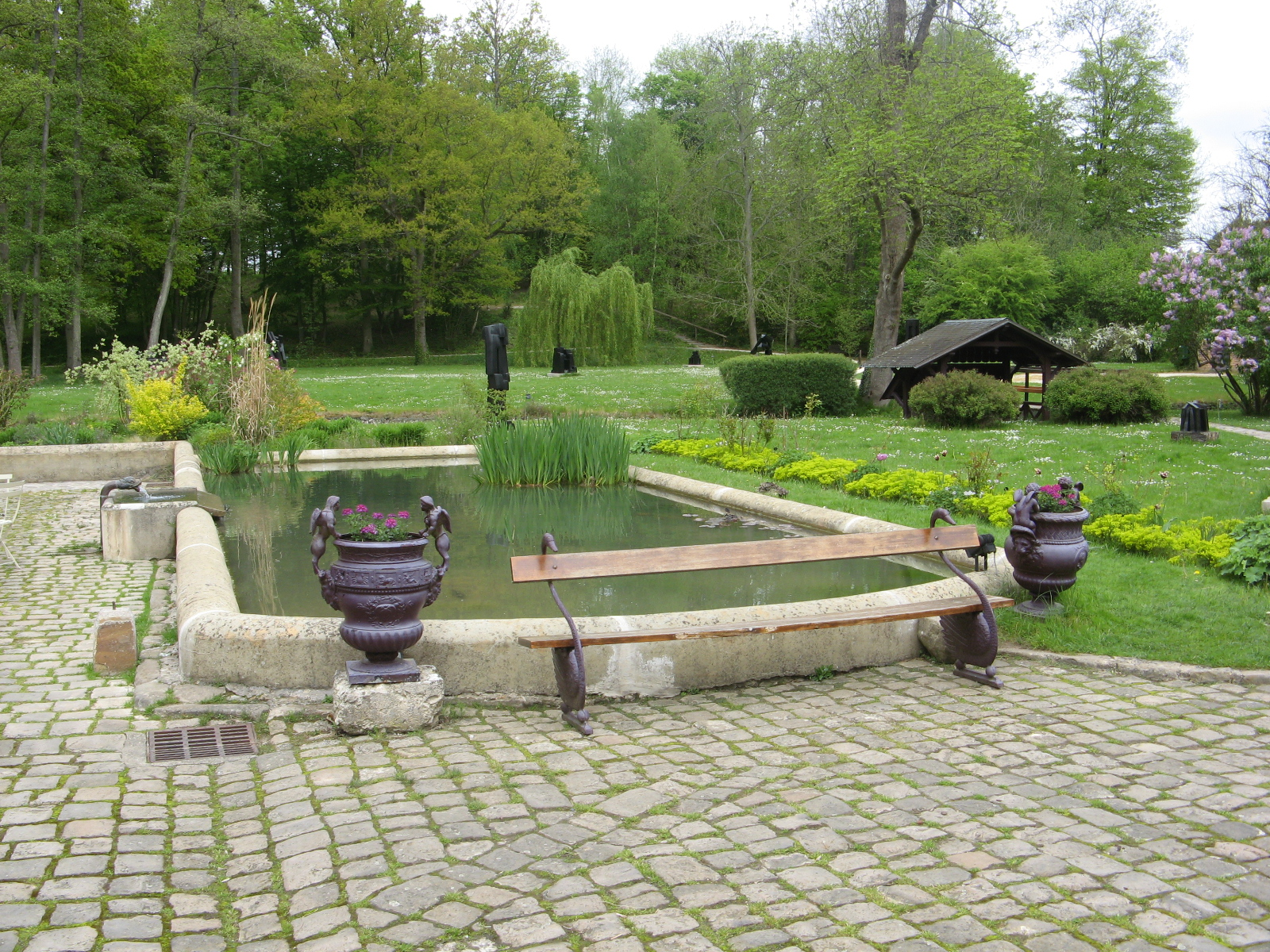
La vasca nel giardino del Moulin de Villeneuve.
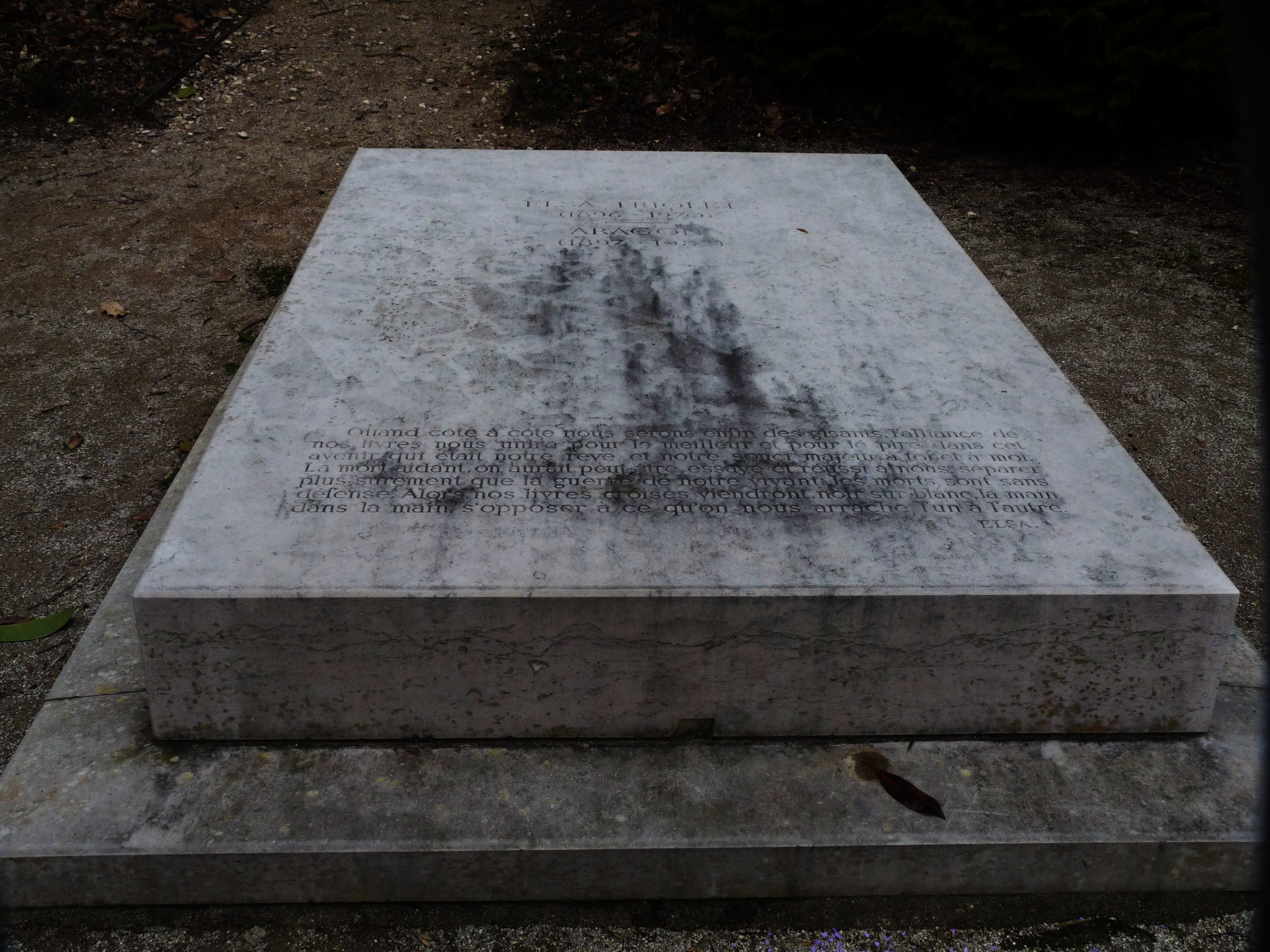
La tomba di Elsa Triolet e di Louis Aragon.